# Platycerus dundai
Platycerus dundai is een keversoort uit de familie vliegende herten (Lucanidae). De wetenschappelijke naam van de soort is voor het eerst geldig gepubliceerd in 1994 door Imura & Bartolozzi.